# Seiryū no dōkutsu
Pour plus de détails, voir Fiche technique et Distribution.
Seiryū no dōkutsu (青竜の洞窟, litt. La Grotte du dragon bleu), est un film japonais en noir et blanc de 1956 réalisé par Shigeyoshi Suzuki d'après un roman d'Hitomi Takagaki. C'est la suite du film Jagā no me (豹の眼, litt. L’Œil du jaguar de 1956) du même réalisateur,.

## Fiche technique
- Titre original : Seiryū no dōkutsu (青竜の洞窟?)
- Réalisateur : Shigeyoshi Suzuki
- Scénario : Shigeyoshi Suzuki et Shin'ichi Nakai, d'après un roman de Hitomi Takagaki
- Photographie : Nobuo Munekawa (ja)
- Musique : Senji Itō
- Pays d'origine :  Japon
- Langue originale : japonais
- Format : noir et blanc - format 4/3
- Genre : film d'aventures
- Durée : 42 minutes[2] (métrage : 6 bobines - 1 167 m[2])
- Date de sortie :
  - Japon : 5 février 1956[2]

## Distribution
- Yoshirō Kitahara (ja) : Morio Asahi
- Keiko Yuki (ja) : la princesse Sari
- Yoshihiro Hamaguchi
- Mitsusaburō Ramon (ja) : Ryū
- Gen Shimizu : Jaguar